# Каратау (місто)
Карата́у (каз. Тамды) — місто, центр Таласького району Жамбильської області Казахстану. Адміністративний центр та єдиний населений пункт Каратауської міської адміністрації.
До 1963 року місто називалось Чулактау.
Населення — 28045 осіб (2021; 26639 у 2009, 28281 у 1999, 41825 у 1989).
Розташоване у горах Каратау. Центр Каратауського фосфоритоносного басейну. Залізнична станція, гірничо-хімічний комбінат.